# William Colby
William Egan Colby (4. siječnja 1920. – 27. travnja 1996.) američki obavještajac, direktor CIA-e ("Central Intelligence Agency") (DCI) u razdoblju od rujna 1973. do siječnja 1976.

## Životopis
Tijekom Drugog svjetskog rata Colby je služio u OSS-u ("Office of Strategic Services"). Nakon rata pridružuje se novoformiranoj CIA-i. Prije i tijekom Vijetnamskog rata, Colby je služio kao šef obavještajne postaje u Sajgonu ("Chief of the CIA's Far East Division") i bio je vođa civilnih operacija i ruralnog razvoja, jednako kao i nadgledatelj programa Phoenix. Nakon Vijetnama, Colby postaje direktor CIA-e i tijekom toga perioda, pod intenzivnim pritiskom američkog kongresa i medija, primjenjuje politiku relativne otvorenosti oko američkih obavještajnih aktivnosti glede senatskog  Crkvenog Komiteta i Kuće Komiteta Pike. Colby je službovao kao DCI tijekom mandata predsjednika Richarda Nixona i predsjednika Geralda Forda te ga je zamijenio budući predsjednik George H. W. Bush 30. siječnja 1976.

## Rani život i obitelj
William Egan Colby je rođen u Saint Paulu, Minnesota, 1920. Njegov otac, Elbridge Colby, radio je kao profesor engleskoga jezika, autor, vojnički časnik i predavač na sveučilištu u Tientsinu (Kina), Georgiji, Vermontu i Washingtonu D.C.-u. Njegov djed, Charles Colby, predavao je kemiju na Sveučilištu Kolumbija (Columbia Univesity) ali je umro prerano. Njegova majka, Margaret Egan, potječe iz obitelji iz St. Paula koja je njegovala tradiciju demokratske politike. William Colby je pohađao gimnaziju u Burlingtonu, Vermontu i zatim na Sveučilištu Princeton (Princeton University), diplomiravši 1940. nakon čega upisuje Pravnu školu (Law School) naredne godine.
Colby je veći dio života bio posvećen katolik. Na njega se često gledalo kao na „ratnika-svećenika“. Godine 1945. oženio se Barbarom Heinzen s kojom će imati petero djece. Katolička crkva igrala je „centralnu ulogu“ u životu obitelji, tako da su dvije Colbyjeve kćeri primile svoju prvu pričest u bazilici Sv. Petra. Godine 1984. razvodi se od Barbare i ženi demokratskom diplomatkinjom Sally Shelton-Colby.

## Karijera (OSS)
Nakon njegovih prvih godina u Kolumbiji, 1941. Colby je dragovoljno sudjelovao u aktivnim dužnostima za američku vojsku služeći u OSS-u kao Jedburgh ili specijalni operator treniran kako bi djelovao sa snagama pokreta otpora u okupiranoj Europi protiv njemačkih i osovinskih snaga. Tijekom Drugoga svjetskoga rata, on se dvaput spustio padobranom iza neprijateljskih linija čime je zaslužio Srebrnu zvijezdu te je, isto tako, dobio pohvale za akcije u Norveškoj, Francuskoj i Velikoj Britaniji. Njegov drugi let poduzeo je s pilotom Robertom H. Fesmireom, ujakom Francisa Fesmirea, u 801./492. Bombarderskoj Grupi Osme Zračne flote. U svojoj prvoj misiji u Francuskoj služio je kao Jedburgh zapovjedajući Timom BRUCE, sredinom kolovoza 1944., te je operirao zajedno s pripadnicima pokreta otpora Maquis sve dok se nije pridružio savezničkim snagama kasnije te jeseni. U travnju 1945., on je predvodio Grupu NORSO u Norveškoj tijekom sabotaže s ciljem uništenja željezničkih linija kako bi spriječili njemačke snage iz Norveške da se pridruže završnoj obrani Njemačke.
Nakon rata, Colby diplomira na Pravnoj školi i nakratko prakticira pravo u tvrtki William Joseph Donovan u New Yorku. Nezadovoljan tamošnjim radom i inspiriran svojim liberalnim uvjerenjima, on se seli u Washington kako bi radio za National Labor Relations Board.

## Cental Intelligence Agency (CIA)
Nedugo zatim, jedan prijatelj iz OSS-a ponudio mu je posao za CIA-u što je Colby prihvatio. Colby je proveo sljedećih dvanaest godina na terenu, prvo u Stokholmu u Švedskoj. Tu je pomogao da se namjesti špijunska mreža Gladio, prikrivena paramilitarna organizacija koju je financirala CIA kako bi onemogućili bilo kakvu sovjetsku okupaciju, kako je kasnije napisao u svojim memoarima.
Colby je zatim proveo većinu 1950-ih u Rimu pod zaštitom kao časnik State Departmenta, gdje je predvodio Agencijine političke operacije s ciljem potpore protu-komunističkih stranaka tijekom izbora protiv ljevičarskih stranaka koje je podupirao Sovjetski Savez. Kršćanski Demokrati i savezničke stranke pobijedili su na nekoliko ključnih izbora tijekom 1950-ih, sprječavajući preuzimanje vlasti od strane Komunističke Partije. Colby je bio odvjetnik unutar CIA-e i američke vlade s ciljem privlačenja ne-komunističkih ljevičarskih stranaka u namjeri da se stvori šira ne-komunistička koalicija sposobna rukovoditi frakcioniranom Italijom. Spomenuta pozicija dovela je Colbyja u sukob s Jamesom Angletonom.
Godine 1959., Colby postaje CIA-in zamjenik šefa (CIA's Deputy Chief) i zatim šef postaje u Sajgonu u Vijetnamu gdje je služio sve do 1962. Zadužen od strane CIA-e te s potporom vlade u Diemu, Colby utemeljuje veze između obitelji predsjednika u Diemu i Ngo Dinh Nhuu, predsjednikovim bratom, s kojim je Colbyjeva obitelj postala bliska. Dok se nalazio u Vijetnamu, Colby se intenzivno fokusirao na izgradnju Vijetnama i njegovih sposobnosti da se suprotstavi buntovnoti Viet Conga u zemlji. On je smatrao „da je ključ rata u Vijetnamu predstavljao rat u selima“. Godine 1962. vratio se u Washington kako bi postao Zamjenik i zatim šef CIA-ine Dalekoistočne divizije. Tijekom spomenutih godina bio je duboko involviran u politiku Washingtona prema Istočnoj Aziji, osobito s posebnim naglaskom prema Vijetnamu, kao i prema Indoneziji, Japanu, Koreji i Kini. Bio je duboko kritičan na odluku da se napusti politika podrške Republike Vijetnam i njezina predsjednika Ngoa Dinh Diema i vjerovao je da je to iznimno utjecalo na slabljenje pozicija Južnog Vijetnama u narednim godinama.
Godine 1968., dok se pripremao preuzeti mjesto šefa CIA-ine Divizije sovjetskog bloka (Chief of the Soviet Bloc Division of the Agency), predsjednik Johnson ga umjesto toga šalje natrag u Vijetnam kao zamjenika Robertu Kromeru, koji je bio zadužen s efikasno organiziranje građanskih snaga američkih nastojanja protiv komunista. Kratko nakon što je pristigao, Colby nasljeđuje Kromera kao čelnik američkih/Južno Vijetnamskih ruralnih pacifikacijskih napora. To je bio jedan pokušaj gušenja komunističkog utjecaja u Južnom Vijetnamu. Dio spomenutih napora potpadali su pod kontroverzni Program Phoenix, odnosno jednu inicijativu s naporima da se identificira i napadne „Viet Congovska infrastruktura“. Još uvijek postoji svojevrsna debata oko vrijednosti programa, koji je uključivao ubojstva i torturu, iako je Colby konzistentno inzistirao na tome da takva taktika nije dozvoljena u programu kao stvar politike.
Još liberalnije, zajedno s ambasadorom Ellsworthom Bunkerom i MACV Zapovjednikom generalom Creightonom Abramsom, Colby je bio dio predvodničke grupe koja je radila na tomu da se aplicira novi pristup ratu s ciljem fokusiranja na pacifikaciji i osiguravanju zemlje kao opozicije pristupu „potraži i uništi“ koji je karakterizirao zemljišni zakup generala Westmorelanda u COMUSMACV. Neki su, uključujući Colbyja tijekom kasnijeg života, argumentirali da je takav pristup doprinio suzbijanju komunističkog utjecaja u Južnom Vijetnamu, ali da je Južni Vijetnam, kojeg su SAD napustile nakon mirovnih pregovora 1973., bio uveliko nadjačan konvencionalnim napadom Sjevernog Vijetnama.
Colby se vratio u Washington 1971. i postaje izvršni direktor CIA-e. Nakon dugoga vremena DCI-ja Richarda Helmsa smjenjuje predsjednik Nixon 1973., a James Schlesinger preuzima vodeće mjesto u Agenciji. Jakog uvjerenja u reformu CIA-e i obavještajnu zajednicu općenito, Schlesinger je 1971. napisao Uredu za budžet izvještaj u kojem iscrtava svoje poglede na spomenutu temu. Colby, koji je imao pomalo neobičnu karijeru u CIA-i fokusirao se na reosiguranje, slagao se sa Schlesingerom i njegovim reformama. Schlesinger ga je potom imenovao vođom ilegalne struje početkom 1973. Kad je Nixon smijenio svojeg vođu Agencije i učinio Schlesingera Sekretarom obrane, Colby se isticao kao prirodni kandidat za DCI – poglavito utemeljeno na preporukama da je profesionalac koji neće stvarati probleme.
Colby je bio poznat kao „CIA-in direktor koji je prijatelj medija“. Njegov mandat kao DCI, koji je trajao dvije i pol burne godine, bio je zasjenjen istragom koju su proveli Crkveni i Pikeov Komitet glede navodnog američkog obavještajnog zlodjela tijekom proteklih 25 godina, uključujući 1975., tzv. „Godinu špijunaže“. Colby je surađivao, ne izvan želje za glavnim zgoditkom, ali u uvjerenju da aktualni djelokrug takva prijestupa – što je bilo začepljeno u tzv. „obiteljsko blago“ – nije bio toliko velik da opravda trajnu štetu reputaciji CIA-e. Colby je, isto tako, vjerovao da je CIA imala moralnu i pravnu obavezu surađivati s Kongresom i demonstrirati da je CIA bila ona snaga na koju se moglo računati po Ustavu. Na još praktičnijem stupnju, on je usto vjerovao da je suradnja s Kongresom bio jedini put da se spasi Agencija od raspuštanja tijekom perioda velike kongresne snage. Spomenuta politika otvorenosti uzrokovala je glavnu pukotinu unutar redova CIA-e, jer su mnogi dugogodišnji časnici poput bivšeg DCI-ja Richarda Helmsa vjerovali da se CIA trebala oduprijeti kongresnom nametanju.
Colbyjevo vrijeme kao DCI, također, bilo je puno događaja na svjetskoj razini. Nedugo nakon što je pruzeo vodstvo Agencije, izbija Yom Kippurski rat, jedan nesretni događaj koji je iznenadio ne samo američke obavještajne agencije već i same Izraelce. Spomenuto obavještajno iznenađenje naškodilo je Colbyjevoj kredibilnosti unutar Nixonove administracije. Colby je participirao u Vijeću nacionalne sigurnosti (National Security Council)  koje je pokušalo odgovoriti trenutnim sovjetskim namjerama da interveniraju u Ratu uzvisujući stupanj spremnosti američkih snaga na DEFON 3 i deaktivirajući krizu. Godine 1975., nakon mnogih godina nemiješanja, Južni Vijetnam pada u ruke komunističkih snaga u travnju 1975. što je predstavljalo težak udarac za Colbyja koji je posvetio toliko mnogo godina svojega života i karijere u promicanje američkih interesa na tomu području. Događaji koji će uslijediti u Angoli, na Bliskom istoku i drugdje u svijetu također će zahtijevati mnogo pažnje.
Colby se također fokusirao na unutarnje reforme CIA-e i obavještajne zajednice. On je pokušao modernizirati ono što je vjerovao da su bile zastarjele strukture i prakse raspuštanjem Odbora za nacionalnui proračun (Board of National Estimates) i zamjenjujući ga s Nacionalnim obavještajnim vijećem (National Intelligence Council).
Predsjednik Ford, savjetovan Henryjem Kissingerom i ostalim zabrinutim Colbyjevim kontroverznim ustupcima Kongresu i udaljavanjem od Bijele Kuće, zamjenjuju Colbyja kasne 1975. s Georgom H.W. Bushom tijekom tzv. „Masakra tijekom Noći vještica“ („Halloween Massacre“) u kojem je Sekretar obrane Schlesinger također zamijenjen Donaldom Rumsfeldom. Colbyju je ponuđeno mjesto američkog predstavnika u NATO-u, ali je odbio.

## Karijera nakon CIA-e
Godine 1977., Colby zajedno s Davidom Hanesom i još nekim pravnicima utemeljuje pravnu tvrtku Colby, Miller&Hanes sa sjedištem u Washingtonu D.C. te djeluje u problematici javne politike (publikacije i tsl.). U skladu sa svojom dugogodišnjom tradicijom liberalnih pogleda, Colby postaje osoba koja podržava nuklearno razoružanje i redukciju u vojnim pitanjima. On prakticira pravo i savjetuje razna tijela u obavještajnim stvarima. Također je napisao dvije knjige, jednu svojih sjećanja nazvanu Honorable Man („Čestit čovjek“), a drugu s temom o Vijetnamu, nazvanu Lost Victory („Izgubljena pobjeda“). U ovoj posljednjoj, Colby naglašava da je američka RVN kampanja reosiguranja u Vijetnamu uspjela ranih 1970-ih i da je Južni Vijetnam mogao preživjeti da je Amerika nastavila osiguravati podršku nakon Pariških sporazuma. Iako tema ostaje otvorena i kontroverzna, neki kasniji znanstvenici, uključujući Lewis „Bob“ Sorleya, podržavaju Colbyjevu argumentaciju. Colby je također pružao svoje iskustvo i znanje, zajedno s Olegom Kaluginom, aktivizijskog igri „Špijunsko umijeće: Velika igra“, koja je izašla na tržište netom prije njegove smrti. I Colby i Kalugin se pojavljuju u igri.

## Smrt
U subotu, 27. travnja 1996., Colby umire u nesreći s čamcem blizu svojega doma u Rock Pointu, Maryland. Postoje nagađanja da je njegova smrt namještena ili da je riječ o samoubojstvu. Istražni sudac države Maryland, međutim, tvrdi da je Colby pretrpio srčani ili moždani udar zbog naslaga u arterijama te je pao u vodu nakon čega se utopio. Većina Colbyjeve obitelji i njegovih biografa gledaju na smrt kao kompletno nekonzistentu s njegovim karakterom. Međutim, u dokumentarnom filmu kojeg je uredio Colbyjev sin Carl Colby, nagađa se da je Colby jednostavno „...imao dovoljno od svojeg života“.
Colby je bio temom biografije, Lost Crusader („Izgubljeni križar“), autora Johna Pradosa, objavljenoj 2003. Njegov sin Carl Colby plasirao je dokumentarni film na temu očeva profesionalnog i privatnog života, pod naslovom The Man Nobody Knew, koji je prvi puta prikazan 2011. Randall B. Woods, istaknuti profesor povijesti na Sveučilištu Arkanzas (William J. Fulbright School at the University of Arkansas) također radi na biografiji Colbyja.

## Izreka
Njegova najpoznatija izreka Leonidu Brežnjevu ide ovako: „Mi smo raspustili svoju obavještajnu službu (nakon obaju ratova) i zatim otkrili da je trebamo. Nemojmo ponovno prolaziti kroz to. Preusmjerimo, reducirajmo količinu potrošenoga novca na nju, ali nemojmo je uništiti. Zato što ne znamo s čime čemo se suočiti za deset godina“.